# 숙의 문씨 (문종)
숙의 문씨(淑儀 文氏, 1426년~1508년)는 문종의 후궁이다.

## 생애
본관은 남평이다. 증조부는 찬성사 문달한(文達漢), 조부는 판중추원사 문효종(文孝宗), 아버지는 판통례문사 문민(文敏)이다. 17세 때인 1442년(세종 24) 세자(문종)의 후궁(승휘)이 되었으며, 문종이 죽은 후 세조 때 소용, 사망 후 명종 원년 숙의로 승차하였다. 후사없이 1508년(중종3년) 83세로 죽었으며, 묘는 인천광역시 서구 심곡동에 있다. 숙의 문씨 묘에서는 묘지명이 출토되었는데, 백자에 철분 성분의 안료로 글씨를 쓴 이 묘지명은 가로 16.5cm, 세로 25.3cm, 두께 2.2cm 크기로, 현재 인천시립박물관에 소장되어 있다.
일부에서 문씨의 아버지를 "문민지(文敏之)"라고 하는데, 《조선왕조실록》의 숙의 문씨 책봉 기사나 문효종의 졸기 등 당시에 쓰여진 여러 기록에는 문민(文敏)이라고 적고 있다.

## 같이 보기
- 문종